# Unterer Landwiersee
Unterer Landwiersee är en sjö i Österrike.   Den ligger i förbundslandet Salzburg, i den centrala delen av landet, 230 km sydväst om huvudstaden Wien. Unterer Landwiersee ligger 2 135 meter över havet.
Trakten runt Unterer Landwiersee består i huvudsak av gräsmarker. Runt Unterer Landwiersee är det glesbefolkat, med 20 invånare per kvadratkilometer.